# Monuments nationaux de Mrkonjić Grad
Cet article recense les monuments nationaux situés sur le territoire de la municipalité de Mrkonjić Grad en Bosnie-Herzégovine et dans la république serbe de Bosnie. La liste établie par la Commission pour la protection des monuments nationaux compte 6 monuments nationaux inscrits sur la liste principale et 2 monuments inscrits sur une liste provisoire.

## Monuments nationaux
| Monument                                                                                                | Ville ou village | Géolocalisation              | Datation                    | Commentaire éventuel                       | Photo |
| --- | ---------------- | ---------------------------- | --------------------------- | ------------------------------------------ | ----- |
| Mosquée Hamidija                                                                                        | Mrkonjić Grad    |                              | 1908                        | Site et vestiges                           |       |
| Mosquée Kizlaraga                                                                                       | Mrkonjić Grad    |                              | Entre 1591 et 1595          | Site et vestiges                           |       |
| Maison de la famille Gašić                                                                              | Mrkonjić Grad    |                              | 1910                        |                                            |       |
| Musée du Conseil anti-fasciste d'État pour la libération nationale de la Bosnie-Herzégovine (ZAVNOJBIH) | Mrkonjić Grad    |                              | 1896 ; musée en 1953        | Bâtiment et salles de réunion du ZAVNOJBIH |       |
| Forteresse de Bočac                                                                                     | Dabrac           | 44° 30′ 28″ N, 17° 09′ 30″ E | Moyen Âge, période ottomane |                                            |       |
| Stećak à Baljvine                                                                                       | Baljvine         |                              | Moyen Âge                   | Stećak                                     |       |

## Liste provisoire
| Monument                                                | Ville ou village | Géolocalisation | Datation  | Commentaire éventuel | Photo |
| ------------------------------------------------------- | ---------------- | --------------- | --------- | -------------------- | ----- |
| Église Saint-Élie de Liskovica                          | Liskovica        |                 |           |                      |       |
| Église Saint-Philippe-et-Saint-Jacques de Mrkonjić Grad | Mrkonjić Grad    |                 | 1881-1883 | Église catholique    |       |